# Palacio da Bolsa
Le Palácio da Bolsa ou « palais de la bourse » est un bâtiment de style néoclassique construit en 1834. Il est situé dans la ville de Porto, au Portugal.

## L'Association Commerciale de Porto (ACP)
Son histoire débute au XVIIIe siècle époque à laquelle des négociants de la ville de porto constituèrent une guilde de marchands.
Le 18 septembre 1833, cette association de marchands se constitua en Associação Comercial do Porto, Association Commerciale de Porto, ce qui en fait la plus ancienne association d'entrepreneurs du Portugal. Son objet était de régler les différends commerciaux entre ses membres, des négociants en vin pour l'essentiel. À cet effet elle rédigea les premiers manifestes sur lesquels on devait s'appuyer pour régler les litiges commerciaux. Son influence, bénéficiant de la caution royale, s'étendit à tout le Portugal et son Code de commerce devint la référence pour régler les différends commerciaux de tous les corps de métier.
Avec le développement du négoce des vins de Porto vers le Brésil et les pays de l'empire colonial Portugais, puis vers l'Angleterre, son action s'étendit à la représentation des négociants à l'international, si bien que pour finir l'association commerciale s'est transformée, à l'époque moderne, en Chambre de commerce et d'industrie.
De nombreuses décorations honorifiques sont venues récompenser la contribution de l'ACP à la prospérité du pays. Parmi les plus importantes, on notera :
- la Grand Croix dans l'Ordre militaire du Christ,
- le grade de Grand Officier dans l'Ordre de l'Instruction Publique,
- la qualité de Membre Honoraire de l'Ordre Civil du Mérite Agricole et Industriel,
- la qualité de Membre Honoraire de l'Ordre du Mérite Entrepreneurial.

## Le Palais de la bourse.
En 1832, pendant la Guerre des Libéraux, un incendie détruisit le cloître du Couvent de Saint François, épargnant l'église. En 1841, la Reine Marie fit don des ruines du couvent à l'association des commerçants de la ville, qui décida d'y construire le siège de leur association, le Palais de la Bourse (Palácio da Bolsa). Confié à l'architecte Joaquim da Costa Lima, sa construction débuta en 1842. Il imagina un imposant édifice rectangulaire combinant la rigueur d'un grand bâtiment dans le style anglais,, doté d'une façade dans le style  néo-classique à la mode au Portugal, depuis la fin XVIIIe siècle.
La structure générale du Palais est achevée dès 1850, mais la construction du grand escalier et l'aménagement et la décoration des salles d'apparat retarderont son achèvement jusqu'en 1910.

### La cour des Nations
La vaste cour intérieure, le Pátio das Nações, est entourée de galeries. Conçue comme un puits de lumière pour les bâtiments qui l'entourent, elle était à ciel ouvert, ce qui explique pourquoi toutes les galeries sont fermées.
Vers 1880, elle sera couverte d'une imposante verrière octogonale, œuvre de l'architecte Tomás Soler : la verrière repose sur une charpente métallique déportée vers l'intérieur, soutenue par une série de piliers que l'on peut voir entre les ouvertures. Ce procédé avait l'avantage de conserver l'altérité du bâtiment primitif. Les remplis sont décorés avec armoiries civiles des 25 nations avec lesquelles le Portugal entretenait d'étroites relations commerciales et culturelles. Aux quatre coins, des cartouches rappellent les dates importantes de l'histoire de l'ACP.
Au centre de l'imposte de la porte fenêtre conduisant au grand escalier, se trouve une horloge donnant l'heure, à gauche un baromètre portant des indications utiles à la navigation vers l'Alto-Douro. (L'autre moitié des façades sur la cour est en cours de restauration.)

### Le Grand escalier
La galerie ouest s'ouvre sur un imposant escalier, de style classique, construit en 1868 par l'architecte Gonçalves e Sousa, décoré de bustes des sculpteurs António Soares dos Reis et António Teixeira Lopes. Les fresques du plafond ont été peintes par António Ramalho.

### Les Salles patrimoniales

#### Biblioteca do Direito Commercial
L'escalier extérieur, conduit à un vestibule où l'ancienne conciergerie est occupée par la billetterie et la boutique de souvenirs. Pendant que l'on patiente on peut admirer la Blbliothèque de droit où étaient réunis manifestes et codes au service des hommes de loi, juges ou avocats.

#### Sala do Tribunal
Construite sur les plans de l'architecte Joel Silva Pereira, la Salle des Audiences Solennelles est le symbole de la renommée arbitrale acquise par l'ACP dans le monde du commerce. Elle est décorée de boiseries dans le style de la Renaissance française. Aux murs on trouve des allégories de la Royauté et de l'organisation de la société avec des représentations de corps constitués: Architecture et bâtiment, Agriculture, Industrie, Loi et Justice, tandis que le plafond est orné d'une allégorie de l'ACP, où ses principes sont mis en exergue: Lex et Iusticia. Les artistes qui sont intervenus dans le second œuvre et la décoration ont participé à la construction des autres salles du palais, ce sont :
- José Marques da Silva [10] pour les vitraux et le mobilier
- José Maria Veloso Salgado[11], spécialisé dans les peintures allégoriques,
- José Joaquim Teixeira Lopes[12] pour les sculptures

#### Sala Museu Medina
À côté de la salle des audiences, cette petite salle servait aux délibérations des jurés. On y trouve la même décoration relative au commerce et à la justice.

#### Sala do Presidente
On entre dans la salle du président par une petite antichambre où on patiente devant le portrait en pied de Ferdinand de Saxe-Cobourg-Gotha, œuvre de José Resende.
Le bureau du président est agrémenté d'un très beau parquet marqueté, d'un grand plafond peint et d'allégories convenues sur les murs.
Son emplacement privilégié offre une superbe vue sur Ribeira et au-delà sur le Pont Luis Ier, et le Monastère da Serra do Pilar.

#### Sala Dourada
La salle dorée, de style empire avait plusieurs usages, administration, transactions sous seing privé, arbitrages amiables... Relativement austère, elle doit son nom au plafond en stuc richement décoré de motifs végétaux recouverts de feuilles d'or.

#### Sala das Assembleias Gerais
Une fois l'an s'y tient l'assemblée générale de l'ACP. C'est une salle de style classique, conçu par l'architecte Thomaz Augusto Soller, puis modifié par l'ingénieur José Macedo Araújo Júnior,
Ses murs sont revêtus de plâtre imitation de bois du Brésil, au-dessus de la présidence est sculpté blason de l'ACP lui aussi en plâtre tandis que sa devise est inscrite dans une des archivoltes de la fausse ouverture. Au milieu de la salle se trouve un imposant lustre en cristal de Venise.

#### Sala dos Retratos
La salle des Portraits qui se trouve entre la Salle des Assemblées et le Salon Mauresque, est ainsi nommée car elle est décorée de portraits des six derniers rois de la Dynastie de Bragance.
Au milieu se trouve une célèbre table, chef-d'œuvre de marqueterie de l'ébéniste Zeferino José Pinto qui mit trois ans à la fabriquer.
On y trouve aussi alignés contre les murs une série de canapés et de fauteuils de style Louis XVI dont les appuis bras sont ornés d'amusantes têtes de plaideurs contrits.

#### Le Salon Mauresque,Salão Árabe
Le Salon Mauresque est le joyau du Palais. Construit entre 1862 et 1880 par Gonçalves e Sousa il est décoré dans le style néo-mauresque, en s'inspirant de motifs de l'Alhambra de Grenade,
Cette grande salle de réception était utilisée avec le salon des portraits qui lui est attenant, comme salle de réception.
À cause du luxe de sa décoration elle ne sera achevée qu'en 1910, marquant la fin de la construction du Palais de la Bourse.

### Services
Témoin de l'influence internationale de l'ACP, au rez-de-chaussée, une salle de Télégraphe mettait ce nouveau mode de transmission à la disposition de tous. C'est maintenant un restaurant.

### Visites
Le Palácio da Bolsa reste le siège de la Chambre de Commerce de Porto dont l'activité se poursuit dans ces murs, ce qui explique que l'entrée soit filtrée afin de limiter le nombre de visiteurs.
En marge de ces salles historiques, le palais de la bourse possède des salles de conférences, et un auditorium qui accueillent de nombreuses manifestations culturelles, sociales et politiques.

### Galerie de photos

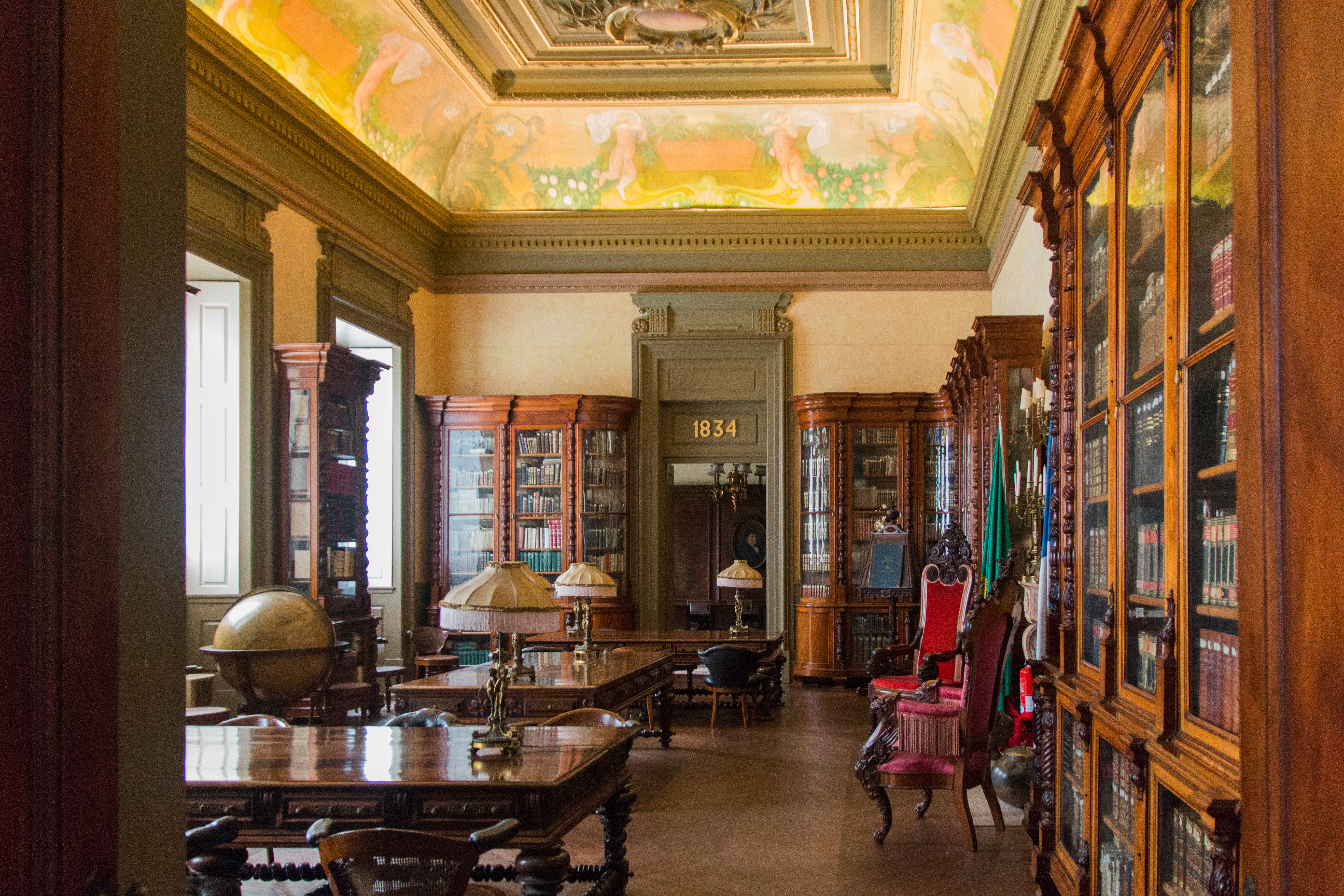
Bibliothèque de Droit Commercial
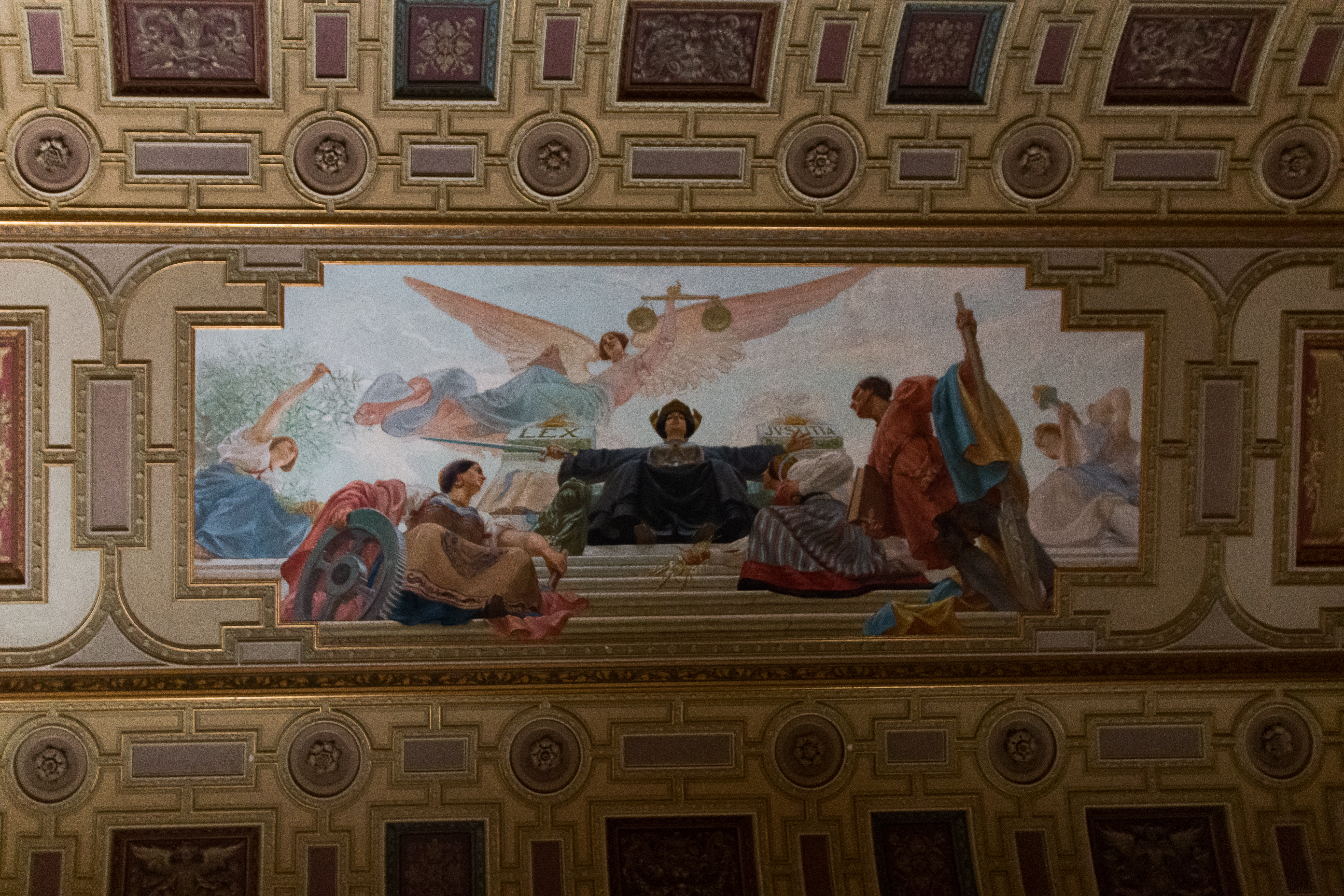
Salle des audiences solennelles.
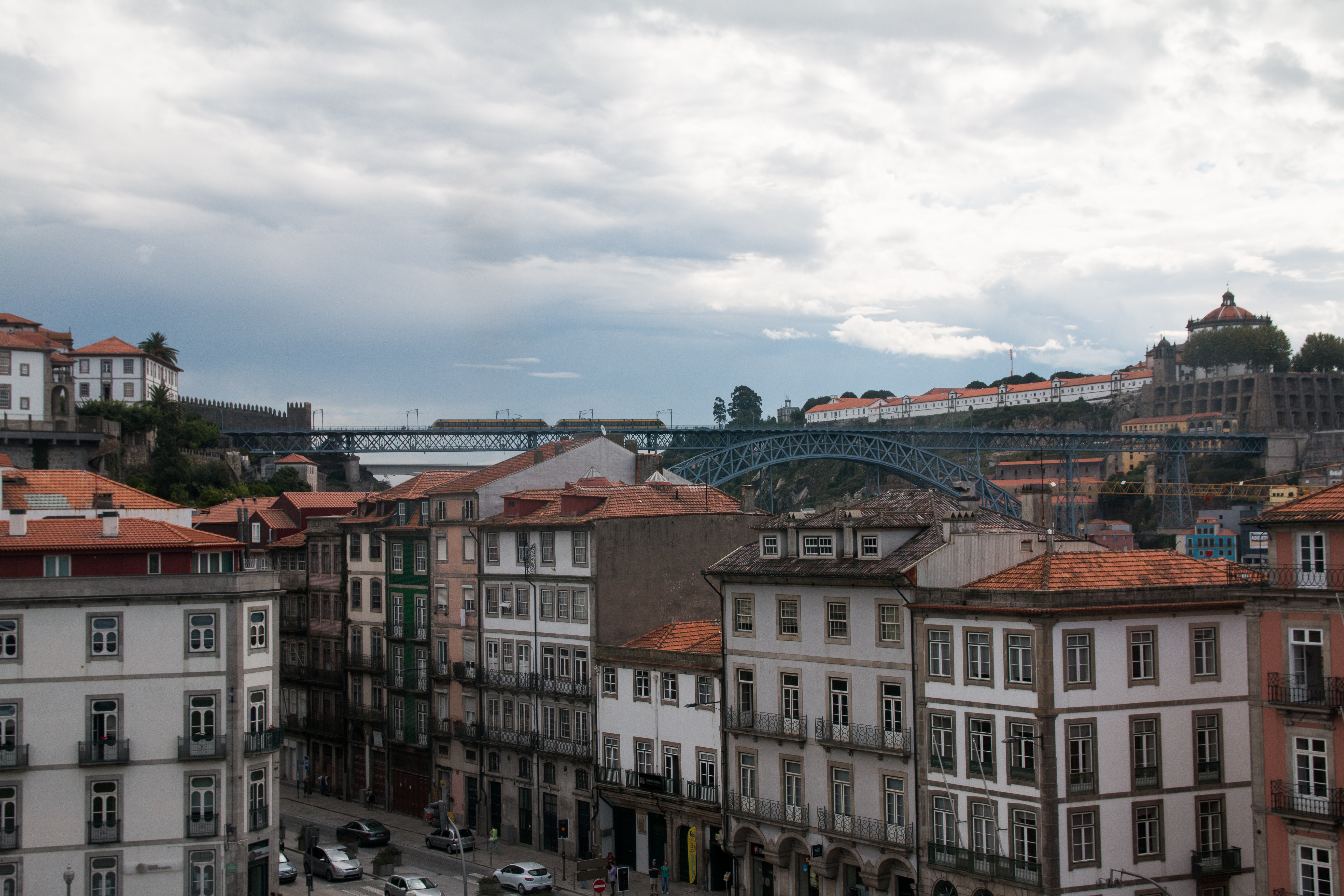
Vue sur Ribeira depuis le Bureau du Président.
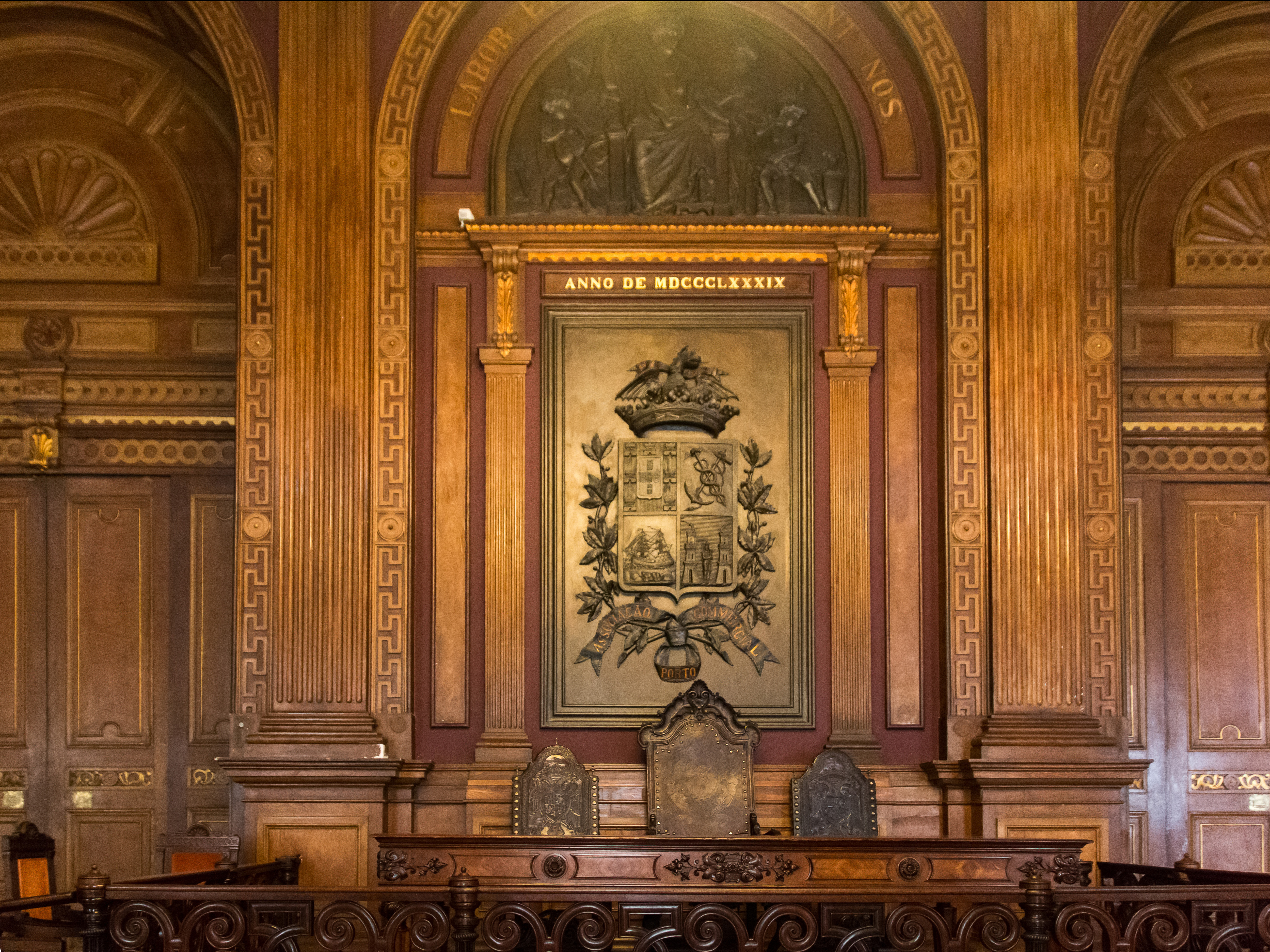
Salle des assemblées générales.
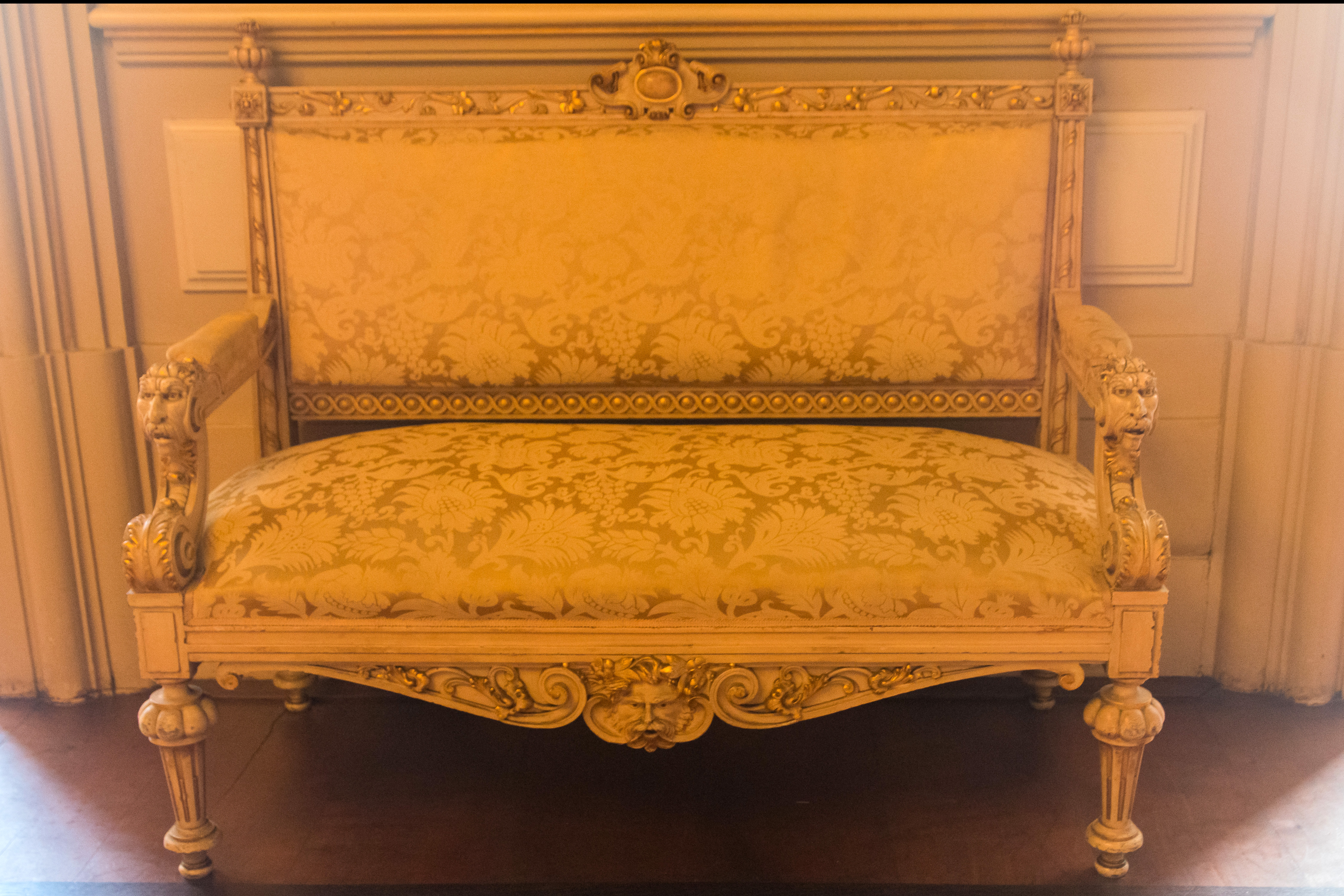
Canapé Louis XVI, salle des portraits
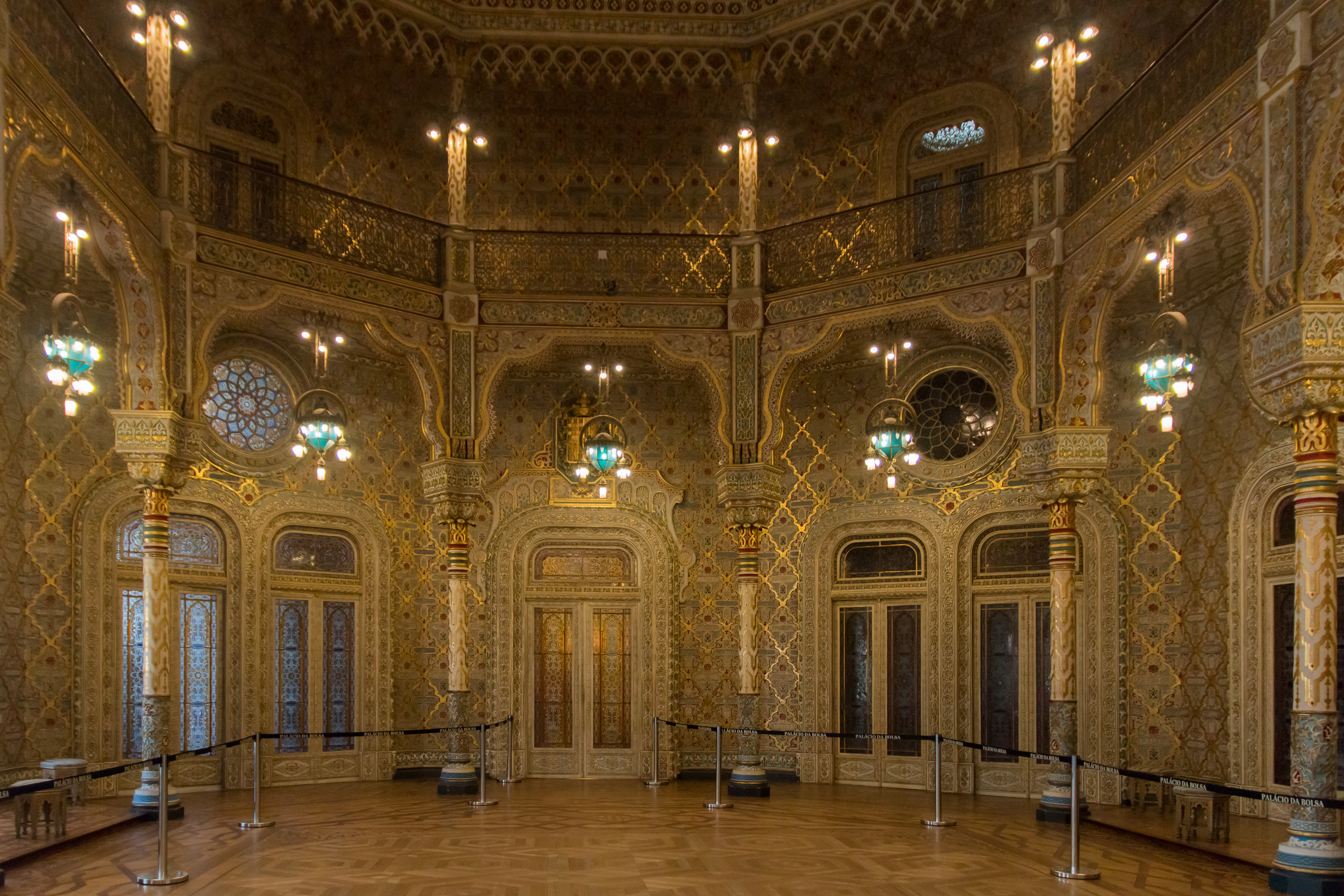
Salon Mauresque.
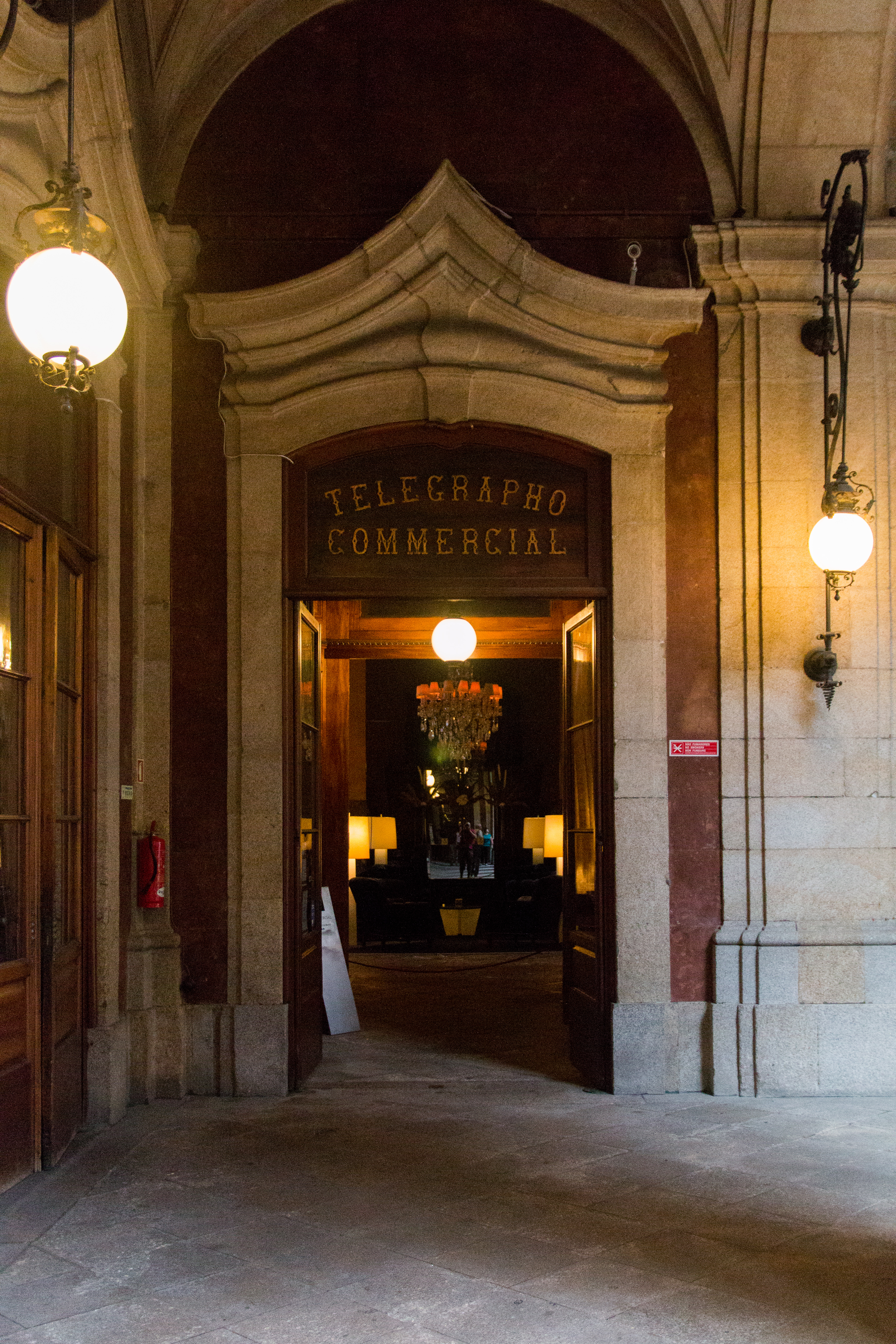
Télégraphe commercial.